# Castillo de Cobeta
El castillo de Cobeta es una fortificación de la localidad española de Cobeta, en la provincia de Guadalajara.

## Descripción
Ubicado en lo alto de un promontorio, el castillo se encuentra dentro del término municipal guadalajareño de Cobeta, en Castilla-La Mancha. De la fortificación, cuyos orígenes se remontarían al menos al siglo XII, en la actualidad solo queda la torre.
Los restos del castillo habrían quedado protegidos de forma genérica el 22 de abril de 1949, mediante un decreto publicado el 5 de mayo de ese mismo año en el Boletín Oficial del Estado con la rúbrica del dictador Francisco Franco y del ministro de Educación Nacional José Ibáñez Martín, que sostenía que «Todos los castillos de España, cualquiera que sea su estado de ruina, quedan bajo la protección del Estado». En la actualidad contaría con el estatus de Bien de Interés Cultural.